# Solimano II
Solimano II (سليمان الثاني in turco ottomano, Süleymān-i sānī; Palazzo di Topkapı, 15 aprile 1642 – Edirne, 22 giugno 1691) fu sultano dell'impero ottomano dal 1687 al 1691.

## Biografia
Fratellastro minore di Mehmet IV (1648-1687), Solimano II passò praticamente tutta la sua vita nella kafes (letteralmente "gabbia"), una specie di lussuosa prigione per i principi di sangue reale ricavata all'interno dell'harem del Palazzo Topkapı, allo scopo di impedire loro di organizzare congiure e rivolte: quando una delegazione si recò da lui per proporgli di accettare il trono dopo la deposizione di suo fratello nel 1687, Solimano II pensò che fossero venuti per ucciderlo e fu solo con grandi sforzi che si riuscì a convincerlo a uscire dal Palazzo per essere investito del sultanato tramite la cerimonia ufficiale.
Quando salì al trono era in corso la guerra contro la Lega Santa, che non stava andando bene per gli ottomani.
Solimano II non aveva sufficiente personalità per controllare il regno da solo, tuttavia prese una saggia decisione nominando suo Gran Visir Fazıl Mustafa Köprülü. Sotto la guida di Köprülü i Turchi arrestarono un'avanzata degli Austriaci in Serbia e repressero una rivolta in Bulgaria. Tuttavia, durante la campagna per rioccupare l'Ungheria orientale, Köprülü fu sconfitto e ucciso dalle truppe imperiali guidate da Ludwig Wilhelm, margravio del Baden-Baden, nella battaglia di Slankamen del 19 agosto 1691.
Lo stesso Solimano II era morto due mesi prima.

## Famiglia
Solimano II elevò sei concubine al rango di consorte, con il titolo di Kadin, usato per la prima volta come titolo piuttosto che come rango.
Donò loro diversi gioielli e oggetti preziosi appartenuti a Muazzez Sultan, una delle Haseki Sultan di suo padre. Questi doni furono requisiti quando Ahmed II, figlio di Muazzez, successe a Solimano sul trono.
Le consorti di Solimano II erano:
- Hatice Kadın. BaşKadin (prima consorte).
- Behzad Kadın. Ricevette una spilla e un anello di diamanti appartenuti a Muazzez Sultan.
- Süğlün Kadın. Ricevette un paio di orecchini di perle, un paio in diamanti e un ciondolo con incastonate 83 perle.
- Şehsuvar Kadın. Ricevette una ciotola per abluzioni tempestata di perle e un paio di orecchini.
- Zeyneb Kadın. Ricevette dei gioielli in dono nel 1691.
- İvaz Kadın. Ricevette dei gioielli in dono nel 1691.

Nonostante le sei consorti Solimano II non ebbe figli. Non si sa se questo fosse dovuto a sterilità, a mancanza di interesse sessuale, alle sue precarie condizioni di salute che lo costrinsero a letto per la seconda metà del suo breve regno, o a eventuali altre ragioni sconosciute.